# Longkou
För andra betydelser, se Longkou (olika betydelser).
Longkou, tidigare känt som Hwanghsien eller Lungkow, är en stad på häradsnivå under Yantais stad på prefekturnivå i Shandong-provinsen i norra Kina. Den ligger  omkring 330 kilometer öster om provinshuvudstaden Jinan.
1915 öppnades orten som fördragshamn enligt fördrag med det japanska imperiet.
Longkou hette tidigare Huang härad (kinesiska: 黄县?, pinyin: Huáng xiàn), men bytte till sitt nuvarande namn 1986 då orten ombildades till en stad på häradsnivå.